# Берензас (Новокузнецкий район)
Берензас — посёлок на реке Подобас в Новокузнецком районе Кемеровской области. Входит в состав Центрального сельского поселения.

## География
Центральная часть населённого пункта расположена на высоте 255 метров над уровнем моря.

## Население
По данным Всероссийской переписи населения 2010 года, в посёлке Берензас проживает 71 человек (35 мужчин, 36 женщин).